# 黒澤知弘
黒澤 知弘（くろさわ ともひろ、1981年9月21日 - ）は、テレビ山梨のアナウンサー。

## 経歴・人物
血液型A型、身長171cm。明治大学卒業。2004年テレビ山梨に入社。
趣味はゴルフとスノーボード、特技はマッサージ。愛称は黒ちゃん、とも兄。2016年10月に結婚。

## 担当番組

### 現在の担当番組
- THE TIME,（※山梨からの生中継担当）
- UTYニュース
- スポーツ中継
- スゴろくの中継担当

### 過去の担当番組
- ウッティタウン６丁目
- UTYわいわいQGランド